# Рустем Муєдін
Рустем Муєдін (крим. Rustem Müyedin, Рустем Муедин; 6 липня 1919 року, Сімферополь — † 24 січня 2012, Сімферополь) — кримськотатарський письменник.

## Біографія
Народився в сім'ї Османа Муєдіна, члена партії Міллі Фірка, за що зазнав гонінь. У родині було ще шесеро дітей, рідний брат Рустема Мемет Севдіяр був відомим кримськотатарським журналістом, поетом, перекладачем.
Навчався у відомій 13-ій кримськотатарській школі. З 1939 року в лавах Червоної армії, служить у Підмосков'ї, звідки вирушає і на фронт. У травні 1944 року його частина (окрім солдатів кримськотатарського походження) була задіяна для депортації кримськототарського народу, під час якої було виселено і його рідних. Після цього його було демобілізовано та відправлено до Узбекистану. Потрапив у Янгіюль, тоді як родина опинилася в Гулістані, розшукавши сім'ю, застав лише батька, якого забрав до себе. Коли повернувся, був покараний 4 місяцями робіт на цукровому заводі за «порушення комендантського режиму», що забороняв відлучатися з місця поселення. В Узбекистані був під постійним наглядом КДБ, оскільки його брат Мемет Муєдінов (Мемет Севдіяр) був звинувачений радвладою у колабораціонізмі і виїхав до США.
Відтоді був змушений працювати вантажником, шофером, фотографом, будівельником. Намагався отримати вищу освіту на факультеті журналістики Ташкентського Держуніверситету, однак був відрахований.
Повернувся на батьківщину, де нарешті реалізувався як письменник, однак через складне становище корінного народу на півострові був змушений працювати журналістом: упродовж 1993 до 1996 року був кореспондентом газети «Къырым», де виступав на злободенні теми.
Помер у віці 93 років, похований у Сімферополі.

## Творчість
Перші спроби припадають на шкільні роки: його твір було опубліковано у газеті «Яш ленінджілер» («Юні ленінці»), коли автор був у 5-му класі. Однак у дорослому віці не мав змоги друкуватися як представник репресованого народу. Лише 1972 року було оприлюднено оповідання «Доля», однак ідеологічна критика зустріла його вороже. Повернення на батьківщину дало новий творчий імпульс: написав роман «Важкі долі», п'єсу про депортацію «Сёнген йылдызлар» («Згаслі зорі»), яку поставив Кримськотатарський академічний музично-драматичний театр, а також 6 п'єс, кілька повістей та оповідань; написав і видав посібник «На допомогу охочим вивчити кримськотатарську літературну мову», яку роздав студентам та школярам.
На початку 90-х років відвідав брата в США, де видав книги «Къатмер къадерлер»(«Махрові долі») та «Ана къайгъысы» («Материнська печаль»).
Твори перекладалися і публікувалися українською та російською мовами. Був членом Національної спілки письменників України.